# Androcymbium eucomoides
Androcymbium eucomoides là một loài thực vật có hoa trong họ Colchicaceae. Loài này được (Jacq.) Willd. miêu tả khoa học đầu tiên năm 1808.